# 村沢良介
村沢 良介（むらさわ りょうすけ、1926年8月12日 - ）は、日本のソングライター。演歌の楽曲を手がけている。別名義に「チコ早苗」「沢しげと」がある。

## 略歴・人物
作曲家倉若晴生に弟子入りする。1946年に「村澤可夫」名義で「たそがれの驛」で歌手デビュー。「村澤良夫」名義でのレコードも多数ある。恩師・倉若作曲の田端義夫「かえり船」が大ヒットした時期には、戦前の軍部との軋轢の関係で関東行きを渋っていた田端に代わり、ギターを抱えて関東一円を行脚する。
昭和29年発売の「黄昏のプラットホーム」を最後に歌手をやめ、作曲家へと転向する。最初の頃は「村沢可夫」名義で活動。
作曲家としては、鈴木三重子の「愛ちゃんはお嫁に」の大ヒットで一躍注目を浴びる。このほか代表作に「口笛が聞こえる港町」「おんな占い」「大阪ふたり」など。
飼っている猫の名前と妻の名前を合わせた「チコ早苗」名義で作曲した「流れて津軽」は、2007年1月に藤田まさと賞・特別賞を受賞した。

## 楽曲提供作品
- 浅丘ルリ子
  - さよならの季節（作詞：二条冬詩夫 1971年）
- 石原裕次郎
  - 口笛が聞こえる港町（作詞：猪叉良 1958年）
  - 海峡を越えてきた男（作詞：柴田忠男 1958年）
  - 遥かなる愛（作詞：二条冬詩夫 1993年）
- 桂竜士
  - 流れて津軽[5]
  - 昭和挽歌（1994年）
- 島津亜矢
  - 一本刀土俵入り（1992年）
  - 関の弥太っぺ（1992年）
  - 小鉄の女房[6]（1992年）
  - お梶／沓掛時次郎（1993年）
  - 桃色鴉（1994年）
  - お蔦／森の石松（1995年）
  - 花の幡隨院／大忠臣蔵（1996年）
  - お初／鶴八鶴次郎（1996年）
  - おりょう／伊那の勘太郎（1997年）
  - 梅川／男…新門辰五郎（1999年）
  - おさん／切られ与三（2000年）
  - お梅／仲乗り新三（2002年）
  - お七／仁侠吉良港[7]（2004年）
  - 小春／赤城山（2006年）
  - 流れて津軽[5]（2006年）
  - お吉（2006年）
  - お徳／大利根しぐれ（2007年）
  - おつう／天竜三度笠[8]（2009年）
  - 浦里／女優・須磨子（2009年）
  - お光（2010年）
  - 忠治侠客旅／雪の舞い[8]（2011年）
  - お玉／亜矢の三度笠[8]（2011年）
  - 八重／三味線やくざ（2012年）
  - お染／夕霧（2014年）
  - 阿吽の花（2016年）
- 白根一男
  - 島の次男坊（作詞：清水みのる 1957年）
- 鈴木三重子
  - 愛ちゃんはお嫁に（作詞：原俊雄 1956年）
  - 愛ちゃんの子守唄（作詞：高山明 1957年）
  - 次郎さん 待ってます（作詞：丸山環 1957年）
  - いついつ迄も待ちますわ（作詞：高月ことば 1958年）
- 田端義夫
  - 大阪ふたり（作詞：もず唱平 1981年）
- 鶴岡雅義と東京ロマンチカ
  - 愛に散りたい（作詞：上月たかし 1969年）
- 天童よしみ
  - 隅田川…橋めぐり（1998年）
- 中村美律子
  - 瞼の母[6]（1991年）
- 南有二とフルセイズ
  - おんな占い（作詞：二条冬詩夫 1970年） - のちに田端義夫がカバー
  - おんな流れ唄（作詞：二条冬詩夫 1970年）
  - 恋占い（作詞：二条冬詩夫 1971年）